# Verbandsliga Brandenburg 2001/02
Die Verbandsliga Brandenburg 2001/02 war die 12. Spielzeit und die achte als fünfthöchste Spielklasse im Fußball der Männer. 
Die SG Eintracht Oranienburg wurde in dieser Saison zum ersten Mal Landesmeister in Brandenburg und stieg damit in die Fußball-Oberliga Nordost auf. Der Ludwigsfelder FC errang, mit 4 Punkten Rückstand, die Vizemeisterschaft. 
Als Absteiger standen nach dem 30. Spieltag der Eisenhüttenstädter FC Stahl II und die TSG Rot-Weiß Fredersdorf/Vogelsdorf fest und mussten in die Landesliga absteigen.

## Teilnehmer
An der Spielzeit 2001/02 nahmen insgesamt 16 Vereine teil.
| ▼Absteiger aus der Oberliga Nordost 2000/01 |
| ------------------------------------------- |
| SV Schwarz-Rot Neustadt (Dosse)             |

| Mannschaften aus der Verbandsliga Brandenburg 2000/01 | Mannschaften aus der Verbandsliga Brandenburg 2000/01 | Mannschaften aus der Verbandsliga Brandenburg 2000/01 |
| ----------------------------------------------------- | ----------------------------------------------------- | ----------------------------------------------------- |
| FC Stahl Brandenburg                                  | Ludwigsfelder FC                                      | Frankfurter FC Viktoria 91                            |
| SV Falkensee-Finkenkrug                               | SG Eintracht Oranienburg                              | SV Babelsberg 03 II                                   |
| FSV Glückauf Brieske-Senftenberg                      | SV Altlüdersdorf                                      | FC 98 Hennigsdorf                                     |
| SV Germania 90 Schöneiche                             | FSV Wacker Fürstenwalde                               | FSV 63 Luckenwalde                                    |
| Eisenhüttenstädter FC Stahl II                        |                                                       |                                                       |

| ▲Aufsteiger aus der Landesliga 2000/01 | ▲Aufsteiger aus der Landesliga 2000/01 |
| -------------------------------------- | -------------------------------------- |
| MSV Hanse Frankfurt                    | TSG Rot-Weiß Fredersdorf/Vogelsdorf    |

## Abschlusstabelle
| Pl. | Verein                                  | Sp. | S  | U  | N  | Tore    | Diff. | Punkte |
| --- | --------------------------------------- | --- | -- | -- | -- | ------- | ----- | ------ |
| 1.  | SG Eintracht Oranienburg                | 30  | 18 | 10 | 2  | 073:370 | +36   | 64     |
| 2.  | Ludwigsfelder FC                        | 30  | 19 | 3  | 8  | 075:310 | +44   | 60     |
| 3.  | SV Falkensee-Finkenkrug                 | 30  | 18 | 5  | 7  | 062:340 | +28   | 59     |
| 4.  | SV Altlüdersdorf                        | 30  | 16 | 7  | 7  | 057:460 | +11   | 55     |
| 5.  | FC 98 Hennigsdorf                       | 30  | 16 | 3  | 11 | 060:370 | +23   | 51     |
| 6.  | Frankfurter FC Viktoria 91              | 30  | 13 | 11 | 6  | 059:340 | +25   | 50     |
| 7.  | SV Schwarz-Rot Neustadt (Dosse) (A)     | 30  | 13 | 8  | 9  | 062:460 | +16   | 47     |
| 8.  | FC Stahl Brandenburg                    | 30  | 14 | 5  | 11 | 051:380 | +13   | 47     |
| 9.  | SV Germania 90 Schöneiche               | 30  | 9  | 11 | 10 | 051:470 | +4    | 38     |
| 10. | SV Babelsberg 03 II                     | 30  | 10 | 8  | 12 | 056:590 | −3    | 38     |
| 11. | FSV Glückauf Brieske-Senftenberg Fn. 1  | 30  | 8  | 8  | 14 | 041:570 | −16   | 32     |
| 12. | FSV 63 Luckenwalde                      | 30  | 7  | 7  | 16 | 039:790 | −40   | 28     |
| 13. | MSV Hanse Frankfurt (N)                 | 30  | 9  | 0  | 21 | 050:720 | −22   | 27     |
| 14. | FSV Wacker Fürstenwalde                 | 30  | 7  | 5  | 18 | 030:610 | −31   | 26     |
| 15. | Eisenhüttenstädter FC Stahl II          | 30  | 7  | 5  | 18 | 034:730 | −39   | 26     |
| 16. | TSG Rot-Weiß Fredersdorf/Vogelsdorf (N) | 30  | 4  | 8  | 18 | 043:920 | −49   | 20     |

| (A) | Absteiger aus der Oberliga Nordost 2000/01 |
| (N) | Aufsteiger aus der Landesliga 2000/01      |

## Kreuztabelle
Die Kreuztabelle stellt die Ergebnisse aller Spiele dieser Saison dar. Die Heimmannschaft ist in der linken Spalte, die Gastmannschaft in der oberen Zeile aufgelistet.
| 2001/02                             | SG Eintracht Oranienburg | Ludwigsfelder FC | SV Falkensee-Finkenkrug | SV Altlüdersdorf | FC 98 Hennigsdorf | Frankfurter FC Viktoria 91 | SV Schwarz-Rot Neustadt (Dosse) | FC Stahl Brandenburg | SV Germania 90 Schöneiche | SV Babelsberg 03 II | FSV Glückauf Brieske-Senftenberg | FSV 63 Luckenwalde | MSV Hanse Frankfurt | FSV Wacker Fürstenwalde | Eisenhüttenstädter FC Stahl II | TSG Rot-Weiß Fredersdorf/Vogelsdorf |
| ----------------------------------- | ------------------------ | ---------------- | ----------------------- | ---------------- | ----------------- | -------------------------- | ------------------------------- | -------------------- | ------------------------- | ------------------- | -------------------------------- | ------------------ | ------------------- | ----------------------- | ------------------------------ | ----------------------------------- |
| SG Eintracht Oranienburg            |                          | 3:1              | 3:3                     | 4:1              | 4:0               | 1:2                        | 2:2                             | 3:2                  | 1:0                       | 1:1                 | 4:1                              | 5:1                | 4:2                 | 1:1                     | 1:0                            | 5:1                                 |
| Ludwigsfelder FC                    | 0:1                      |                  | 1:2                     | 1:2              | 0:1               | 1:0                        | 2:2                             | 2:1                  | 3:0                       | 5:0                 | 3:0                              | 2:0                | 3:1                 | 3:0                     | 3:0                            | 4:0                                 |
| SV Falkensee-Finkenkrug             | 2:4                      | 2:0              |                         | 4:1              | 1:2               | 2:0                        | 1:1                             | 2:0                  | 2:2                       | 2:1                 | 3:1                              | 0:1                | 2:0                 | 3:0                     | 1:3                            | 3:1                                 |
| SV Altlüdersdorf                    | 3:3                      | 3:2              | 3:2                     |                  | 1:0               | 0:0                        | 3:2                             | 3:2                  | 2:2                       | 1:2                 | 3:0                              | 2:2                | 1:2                 | 4:2                     | 1:0                            | 6:2                                 |
| FC 98 Hennigsdorf                   | 0:1                      | 0:4              | 1:2                     | 0:2              |                   | 0:1                        | 4:0                             | 1:2                  | 2:1                       | 1:1                 | 3:1                              | 6:1                | 1:0                 | 2:1                     | 7:0                            | 10:2                                |
| Frankfurter FC Viktoria 91          | 5:2                      | 3:3              | 0:1                     | 0:0              | 3:2               |                            | 0:1                             | 2:0                  | 3:3                       | 2:2                 | 5:1                              | 5:0                | 2:0                 | 3:0                     | 7:1                            | 2:2                                 |
| SV Schwarz-Rot Neustadt (Dosse)     | 2:2                      | 2:3              | 2:1                     | 1:1              | 0:1               | 2:2                        |                                 | 4:1                  | 3:1                       | 3:2                 | 1:0                              | 1:1                | 5:1                 | 2:1                     | 7:0                            | 4:1                                 |
| FC Stahl Brandenburg                | 1:1                      | 1:2              | 2:0                     | 0:2              | 0:0               | 3:1                        | 4:2                             |                      | 2:0                       | 0:0                 | 3:2                              | 4:1                | 3:0                 | 2:0                     | 1:2                            | 5:0                                 |
| SV Germania 90 Schöneiche           | 1:3                      | 1:1              | 1:3                     | 3:0              | 0:2               | 0:2                        | 1:0                             | 1:1                  |                           | 4:2                 | 1:1                              | 3:0                | 6:0                 | 3:0                     | 2:0                            | 3:3                                 |
| SV Babelsberg 03 II                 | 1:1                      | 0:4              | 1:1                     | 4:1              | 1:5               | 1:1                        | 1:3                             | 2:0                  | 3:3                       |                     | 5:2                              | 1:2                | 2:0                 | 1:3                     | 2:4                            | 2:4                                 |
| FSV Glückauf Brieske-Senftenberg    | 2:2                      | 1:4              | 0:1                     | 0:0              | 4:0               | 0:0                        | 0:0                             | 3:2                  | 0:3                       | 1:3                 |                                  | 1:1                | 3:1                 | 3:1                     | 4:1                            | 3:1                                 |
| FSV 63 Luckenwalde                  | 0:4                      | 0:6              | 1:1                     | 2:4              | 0:3               | 1:3                        | 3:2                             | 1:2                  | 1:1                       | 0:4                 | 3:2                              |                    | 2:4                 | 1:1                     | 2:4                            | 3:1                                 |
| MSV Hanse Frankfurt                 | 1:2                      | 0:1              | 2:4                     | 1:4              | 1:3               | 2:5                        | 3:0                             | 0:1                  | 5:2                       | 1:4                 | 0:1                              | 5:2                |                     | 4:0                     | 3:2                            | 2:0                                 |
| FSV Wacker Fürstenwalde             | 0:2                      | 1:4              | 0:5                     | 2:0              | 1:3               | 3:0                        | 0:3                             | 0:3                  | 0:0                       | 1:0                 | 0:1                              | 0:2                | 2:1                 |                         | 4:0                            | 4:4                                 |
| Eisenhüttenstädter FC Stahl II      | 0:2                      | 3:2              | 0:1                     | 0:1              | 0:0               | 0:0                        | 3:2                             | 0:0                  | 1:2                       | 1:3                 | 2:2                              | 0:3                | 2:6                 | 0:0                     |                                | 3:1                                 |
| TSG Rot-Weiß Fredersdorf/Vogelsdorf | 1:1                      | 1:5              | 0:5                     | 1:2              | 2:0               | 0:0                        | 1:3                             | 1:3                  | 1:1                       | 2:4                 | 1:1                              | 2:2                | 3:2                 | 1:2                     | 3:2                            |                                     |

## Statistiken

### Torschützenliste
| Pl. | Spieler         | Mannschaft                       | Tore |
| --- | --------------- | -------------------------------- | ---- |
| 1.  | Dirk Nimscholz  | SV Falkensee-Finkenkrug          | 30   |
| 2.  | Lars Posorski   | FC Stahl Brandenburg             | 21   |
| 3.  | Thomas Bleck    | Frankfurter FC Viktoria 91       | 20   |
| 4.  | Thomas Schmidt  | SV Germania 90 Schöneiche        | 17   |
| 5.  | Maciej Bednarek | SV Altlüdersdorf                 | 16   |
| 5.  | Sven Hartmann   | SG Eintracht Oranienburg         | 16   |
| 5.  | Torsten John    | FSV Glückauf Brieske-Senftenberg | 16   |
| 5.  | Andre Sapon     | SG Eintracht Oranienburg         | 16   |

### Zuschauertabelle
| Pl.    | Verein | Verein                              | Spiele | Zuschauer | ø pro Spiel |
| ------ | ------ | ----------------------------------- | ------ | --------- | ----------- |
| 01.    |        | FSV 63 Luckenwalde                  | 15     | 4.720     | 315         |
| 02.    |        | SV Altlüdersdorf                    | 15     | 3.635     | 242         |
| 03.    |        | SV Falkensee-Finkenkrug             | 15     | 3.395     | 226         |
| 04.    |        | SG Eintracht Oranienburg            | 15     | 3.315     | 221         |
| 05.    |        | SV Germania 90 Schöneiche           | 15     | 3.190     | 213         |
| 06.    |        | FC 98 Hennigsdorf                   | 15     | 3.160     | 211         |
| 07.    |        | Ludwigsfelder FC                    | 15     | 2.735     | 182         |
| 08.    |        | FSV Glückauf Brieske-Senftenberg    | 15     | 2.590     | 173         |
| 09.    |        | Frankfurter FC Viktoria 91          | 15     | 2.272     | 151         |
| 10.    |        | SV Schwarz-Rot Neustadt (Dosse)     | 15     | 2.110     | 144         |
| 11.    |        | MSV Hanse Frankfurt                 | 15     | 2.005     | 134         |
| 12.    |        | FC Stahl Brandenburg                | 15     | 2.000     | 133         |
| 13.    |        | TSG Rot-Weiß Fredersdorf/Vogelsdorf | 15     | 1.910     | 127         |
| 14.    |        | FSV Wacker Fürstenwalde             | 15     | 1.385     | 92          |
| 15.    |        | SV Babelsberg 03 II                 | 15     | 962       | 64          |
| 16.    |        | Eisenhüttenstädter FC Stahl II      | 15     | 680       | 45          |
| Gesamt | Gesamt | Gesamt                              | Gesamt | 40.064    | 167         |